# Albert Chambon
Pour les articles homonymes, voir Chambon.
Albert Chambon, né le 21 janvier 1909 à Châlons-sur-Marne et mort le 28 décembre 2002 au Chesnay, est un diplomate, homme de lettres et résistant français.

## Biographie
Albert Henri Chambon est le fils d'Henri Chambon, médecin militaire, et de Berthe Brunot.
Deux fois cité face à l’ennemi lors des opérations militaires de 1939-1940, Albert Chambon devient, sous l’Occupation, délégué du Conseil national de la Résistance, chef du réseau Super-NAP, chargé de noyauter la haute administration, ce qui lui vaut arrêté, interné à Fresnes puis Compiègne avant d’être déporté à Buchenwald par le train parti le 17 août 1944 (convoi I.265),.
Il publie ses souvenirs de Buchenwald chez Flammarion en 1961 sous le titre 81490, celui de son immatriculation de déporté au camp.
Il appartient au comité d'honneur de Voix des Français, et figure en dernière position sur la liste d'Henry de Lesquen à l'occasion des élections municipales de 2001 à Versailles[réf. souhaitée].

## Vie privée
Il se marie le 9 novembre 1940 à Nicole Branlard. Le couple a trois enfants : Isabelle, Jérôme-Henri, Bernard.

## Distinctions

### Décorations françaises
- Grand officier de la Légion d'honneur[1],[5]
- Croix de guerre 1939-1945[1]
- Médaille de la Résistance française avec rosette (décret du 24 avril 1946)[1]
- Chevalier du Mérite agricole[1]

### Décorations étrangères
- Grand-croix de l'ordre du Soleil (Pérou)[1]
- Commandeur de l'ordre du Mérite de la République italienne‎ (Italie)[1]
- Commandeur de l'ordre du Ouissam alaouite (Maroc)[1]
- Commandeur de l'ordre national de la Croix du Sud (Brésil)[1]
- Commandeur de l'ordre national du Lion du Sénégal (Sénégal)[1]
- Autres décorations étrangères[1]

### Prix
- Prix Véga et Lods de Wegmann 1987.
- Prix Henri-Malherbe 1987.

## Œuvres
- 81490 (1961)
- Ce que l’homme a cru voir (1969)
- Du Mexique à la Terre de Feu, une Eglise en colère (sous le pseudo. d’Albert Nobmac’h, 1972)
- 100 000 Oubliés (1981), Mais que font donc ces diplomates entre deux cocktails ? (1983)
- Oui, je crois (1986)
- Quand la France était occupée 1940-1945 (1987)
- An 2000 : déclin et renouveau de la civilisation occidentale (1990)
- Tribulations d'un jeune diplomate dans la vieille Chine (1993)
- Pourquoi croient-ils en Dieu ? (en coll., 1993)
- l'Epopée noire en Amérique latine (1995)
- Leçons de ténèbres (en coll., 1995)
- les Noirs, leur longue marche (1999)
- le Vice-consul et le colonel (2002).